# Christine Matison
Christine Matison (29 ottobre 1951) è un'ex tennista australiana.
È conosciuta anche come Christine Dorey.

## Carriera
In carriera ha vinto un titolo di doppio, il Western Australian Open nel 1975, in coppia con la connazionale Lesley Bowrey. Nei tornei del Grande Slam ha ottenuto il suo miglior risultato agli Australian Open raggiungendo le semifinali nel singolare nel 1978, e di doppio nel 1977 (dicembre) e nel 1978.

## Statistiche

### Doppio

#### Vittorie (1)
| Numero | Anno             | Torneo                         | Superficie | Compagna      | Avversarie in finale      | Punteggio |
| 1.     | 21 dicembre 1975 | Western Australian Open, Perth |            | Lesley Bowrey | Sue Barker Michelle Tyler | 7-6, 6-3  |